# Wanda Jakubowska
Wanda Jakubowska (Varsòvia, Imperi Rus, 10 d'octubre de 1907 − Varsòvia, Polònia, 24 de febrer de 1998) fou una directora de cinema i guionista polonesa.
En els seus inicis va filmar documentals, com ara The Awakening (1934). Durant la Segona Guerra Mundial, va ser presonera a Auschwitz. Després de la guerra, va fer la pel·lícula Ostatni etap (l'última etapa) el 1947. Aquesta pel·lícula va ser filmada en part a la ubicació al camp de concentració d'Auschwitz. Està basada en les seves experiències personals com a presonera a Auschwitz. Ha afirmat que el que la va ajudar a sobreviure Auschwitz va ser pensar constantment en la documentació de les seves experiències.
Fou una de les directores de cinema de més reputació a Polònia.

## Biografia
Els dos primers films dirigits per Wanda Jakubowska són curts documentals. Al final dels anys 1930, és una de les tres dones directores del cinema europeu. El seu primer llargmetratge Nad Niemnem, que havia d'estrenar-se a Varsovia el 5 de setembre de 1939 s'ha perdut a causa de la guerra.
Durant la guerra, s'adhereix al Partit comunista i participa activament a la resistència. És detinguda per la Gestapo el 29 d'octubre de 1942. Després de 6 mesos d'empresonament a la presó de Pawiak, és internada al camp de Birkenau, a continuació va al camp de Rajsko on la vida de les deportades és menys dura que al camp principal. Hi fa les funcions de fotògrafa i es relaciona amb dones d'un nivell cultural elevat vingudes de tot Europa. Annette Wieviorka, És reenviada a Birkenau després del descobriment dels seus afers pels SS d'un periòdic alemany prohibit, el Völkischer Beobachter. La resistència comunista del camp s'ocupa d'ella. És desallotjada en les marxes de la mort el 18 de gener de 1945 i es troba a Ravensbrück. S'evadeix en l'evacuació del camp.
La idea de fer un film sobre el seu internament la té des del començament del seu empresonament a Pawiak.

## Filmografia

### Directora
- Kolory kochania (1988)
- Zaproszenie (1986)
- Biały mazur (1979)
- 150 na godzinę (1972)
- Gorąca linia (1965)
- Koniec naszego świata (1964)
- Historia wspólczesna (1961)
- Spotkania w mroku (1960)
- Król Maciuś I (1958)
- Pożegnanie z diabłem (1957)
- Opowieść atlantycka (1955)
- Żołnierz zwycięstwa (1953)
- Ostatni etap (1948)
- Budujemy nowe wsie (1946)
- Ulica Edisony (1937)
- Morze (1933)
- Reportaż nr 1 (1932)

### Guionista
- Kolory kochania (1988)
- Zaproszenie (1986)
- Biały mazur (1979)
- Spotkania w mroku (1960)
- Król Maciuś I (1958)
- Pożegnanie z diabłem (1957)
- Żołnierz zwycięstwa (1953)
- Ostatni etap (1948)